# 上鹽屋停留場
上鹽屋停留場（日语：／ Kamishioya teiryūjō */?），又稱上鹽屋電車站，是位於鹿兒島縣鹿兒島市東谷山一丁目，鹿兒島市交通局（鹿兒島市電）谷山線的電車站。車站編號為I24。

## 歷史
- 1912年12月1日 - 鹿兒島電氣軌道設置此站。
- 1928年7月1日 - 鹿兒島市電氣局接管路線。
- 1933年1月 - 改組成為鹿兒島市交通課車站。
- 1956年5月10日 - 改組成為鹿兒島市交通局車站。

## 電車站構造
此電車站設有2面2線的相對式低地台月台。電車站鄰接平交道。兩月台上設有電車接近顯示器和廣播系統。在郡元方向月台（上行月台）上設有上蓋。兩月台可讓輪椅人士上落，但是電動輪椅人士各由於月台寬度問題使不能使用此電車站。此站是無人車站，不可在站內購買車票。

### 運行系統
此電車站是谷山線電車站之一。■1系統會駛入此站。

## 使用狀況
| 1日上下車人次變化 | 1日上下車人次變化 |
| 年度              | 1日平均人次       |
| ----------------- | ----------------- |
| 2011年            | 1,127             |
| 2012年            | 1,144             |
| 2013年            | 1,207             |
| 2014年            | 1,226             |
| 2015年            | 1,240             |

## 電車站周邊
餐廳
- Joyfull（日语：ジョイフル）小松原店

購物中心
- 太陽（日语：タイヨー (鹿児島県)）
  - Grado東開店
  - 上鹽屋店
- FamilyMart（日语：南九州ファミリーマート）小松原中央店(設有鹿兒島銀行ATM)
- AEON Mall鹿兒島（日语：イオンモール鹿児島）

公園
- 日之出公園
- 砂走公園
- 射場前公園

醫療設施
- 德永診所
- 愛育醫院
- 田之畑診所
- 中野神經外科

道路
- 國道225號

## 巴士路線
上鹽屋巴士站
- 鹿兒島市營
  - 14號線（谷山線）
  - 33號線（慈眼寺、與次郎線）
- 鹿兒島交通（日语：鹿児島交通）
  - 2系統（動物園線）
  - 5系統（七島線）
  - 6系統（慈眼寺團地線）
  - 7系統（慈眼寺團地線）
  - 知覧線
  - 加世田線
  - 指宿線

## 相鄰電車站
鹿兒島市交通局
鹿兒島市電■1系統
笹貫（I23）－上鹽屋（I24）－谷山（I25）

## 注腳
1. ↑  国土数値情報(駅別乗降客数データ)  （页面存档备份，存于）（日語） - 國土交通省，2018年12月10日參閲

## 外部連結
- 鹿兒島市交通局 （页面存档备份，存于）（日語）